# Regine Normann

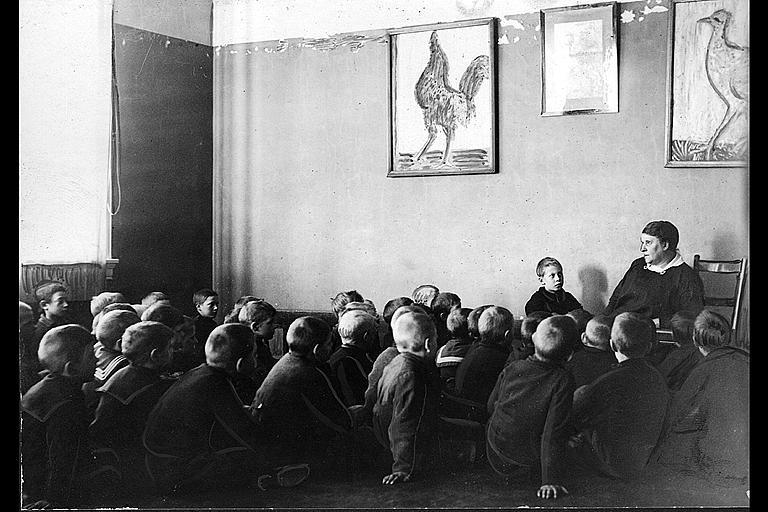
Regine Normann in der Sofienberg skole in Oslo (etwa 1933)

Serine Regine Normann, auch Sina Normann (* 29. Juli 1867 in Mårsund, Bø; † 14. August 1939 in Steinsland, Skånland) war eine norwegische Schriftstellerin. Sie war eine der ersten Frauen, die in der literarischen Öffentlichkeit des Landes wahrgenommen wurde. Dies gelang ihr mit ihrem Debütroman Krabvaag, einer Liebestragödie, die zugleich das raue Leben an der Küste Norwegens schildert.

## Jugend und Erwachsenenleben
Regine Normann wuchs unter schwierigen Bedingungen mit vier Geschwistern in Vesterålen (Nordland) auf. Als sie vier Jahre alt war, starb ihr Vater, ein Jahr darauf wurde sie zu wohlhabenden Verwandten nach Breivika (Tromsø) geschickt. Erst im Alter von 11 Jahren kam sie zurück zum Hof nach Bø. Mit 17 heiratete sie den 21 Jahre älteren Lehrer und Küster Peder Johnsen, den sie nach zehn unglücklichen Ehejahren wieder verließ.

## Lehrerdasein und Erfolg als Schriftstellerin
Bis dahin arbeitete Normann erfolgreich als Aushilfslehrerin. Zur gleichen Zeit entdeckte sie das Schreiben für sich. Um ihrer unglücklichen Ehe zu entfliehen und dem Lehrberuf weiterhin nachgehen zu können, brach sie nach Kristiania (heute: Oslo) auf, um ein Lehramtsstudium an der höheren Lehrerschule aufzunehmen. Nach dem Examen 1897 arbeitete sie an verschiedenen Osloer Schulen. Trotz ihres Erfolges blieb Normann ihrem Beruf über 30 Jahre bis zum Ruhestand treu.
Nach der Auflösung der Ehe 1905 wurde sie ein Jahr später Mitglied des norwegischen Schriftstellerverbandes. Im gleichen Jahr heiratete sie in zweiter Ehe den Schriftsteller Tryggve Andersen. Auch die zweite Ehe hielt nicht, Andersen verließ Normann für die 20 Jahre jüngere deutsche Schriftstellerin Grete Tichauer. Die Scheidung wurde im Jahre 1913 vollzogen.
Zeit ihres Lebens blieb Normann Nordnorwegen verbunden, unternahm zahlreiche Reisen dorthin und verlegte schließlich im Alter von 72 Jahren ihren Lebensmittelpunkt dorthin zurück. Nur kurze Zeit später verstarb sie auf dem Hof der Familie.

## Schaffensperioden
Lev Helene Willumsen teilt das Werk Normanns in drei Phasen ein. In der ersten Schaffensperiode von 1905 bis 1908 überwiegen realistische Gegenwartsliteratur und Sammlungen von Kurzgeschichten (Abenteuern). In der mittleren Periode von 1910 bis 1921 tragen ihre gesellschaftlich relevanten Werke stark biographische Züge. Barnets tjenere und Faafængt handeln etwa vom Lehrerdasein und Eheproblemen. Hinzu kommen alle zwischen 1912 und 1921 erschienenen Werke, die ausschließlich in Nordnorwegen spielen und teilweise auf dortigen Sagen aufbauen. In der dritten Periode ab 1921 veröffentlichte Normann ausschließlich Märchen.
Regine Normann schrieb vorwiegend Bücher für Kinder und Jugendliche, aber auch ernste Erwachsenenliteratur zur gesellschaftlichen und politischen Themen wie Religion (Riket som kommer) und der Rolle der Frau in Norwegen (Berit ursin und Havørnens nabo). Sie war auch eine der ersten Schriftsteller, die das Leben der Seesamen in Vesterålen behandeln. In fast allen ihrer Bücher spielen samische Charaktere eine wichtige Rolle.
Typisch für Normanns Stil ist die Verwobenheit ihrer eigenen Biographie mit ihren Werken über explizite Züge hinaus. Ihre Affinität zu Märchen wird vielmals als persönliche und andauernde Sehnsucht nach dem mystischen Norden Norwegens gedeutet. Ähnliches gilt für die Ambiguität der Textgattung, die es erlaubt, immer wieder die Aufmerksamkeit der Leserschaft zu gewinnen und als Motivation Normanns ausgelegt, Geschichten wieder und anders zu erzählen.
Insgesamt hat Normann zwischen 1905 und 1934 achtzehn Bücher ausschließlich in bokmål veröffentlicht. Von einigen Geschichten liegen bspw. Übersetzungen ins Russische vor, als einziges in die deutsche Sprache übersetzte Werk wurde 1925 ihr Debütroman unter dem Titel Die Krabbenbucht. Erzählung in geringer Auflage von nur zweitausend Stück in Leipzig (Verlag Hermann Haessel) veröffentlicht. Im Jahr 2023 wurde die Geschichte På sløiketur aus dem Band Nordlandsnatt im Rahmen der Reihe Kabinett der Phantasten unter dem Titel Die Angelika-Wanderung im JMB Verlag veröffentlicht.

## Nachwirken

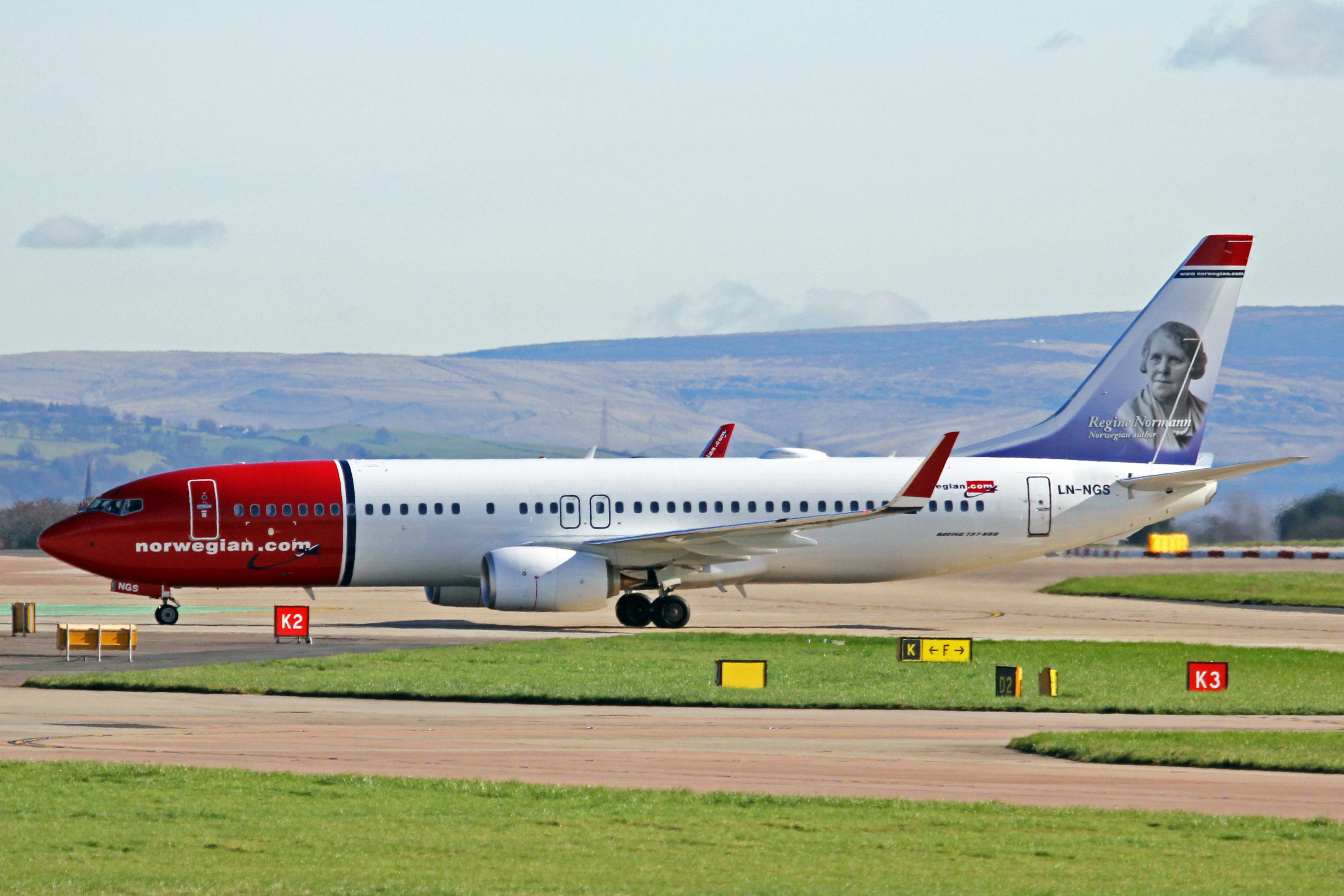
Boeing der Norwegian mit dem Porträt Normanns (2014)

Normanns Abenteuergeschichten wurden mehrfach für verschiedene Kunstformen (Theater, Puppentheater) adaptiert und sind bis heute in Norwegen bekannt. Die Universitätsbibliothek der Universität Tromsö verwaltet den Nachlass Regine Normanns, der seit 1991 öffentlich zugänglich ist.
Die Fluggesellschaft Norwegian Air Shuttle hat im Rahmen ihrer Sonderbemalungen mit skandinavischen Persönlichkeiten eine Boeing 737 mit dem Porträt Regine Normanns versehen. Sie steht somit in einer Reihe mit Fridtjof Nansen, Roald Amundsen, Thor Heyerdahl, Edvard Grieg, Henrik Ibsen und anderen.
Am Hauptcampus der Nord Universität in Bodø ist ein Hörsaal nach ihr benannt.
Die Stiftung Regine Normann bemüht sich um die Verbreitung ihrer Schriften, u. a. durch die Veröffentlichung von Neuauflagen, obwohl die norwegische Nationalbibliothek im Rahmen ihrer vollumfassenden Digitalisierung aller jemals in Norwegen erschienenen Bücher bereits jede Veröffentlichung kostenfrei zur Verfügung stellt.

## Werke
- 1905: Krabvaag. Skildringer fra et lidet fiskevær. urn:nbn:no-nb_digibok_2006112000055
- 1906: Bortsat. urn:nbn:no-nb_digibok_2008040204036
- 1908: Stængt. urn:nbn:no-nb_digibok_2008040704002
- 1910: Barnets tjenere. urn:nbn:no-nb_digibok_2008040801007
- 1911: Faafængt. urn:nbn:no-nb_digibok_2008040804090
- 1912: Dengang. urn:nbn:no-nb_digibok_2008040800086
- 1913: Eiler Hundevart. urn:nbn:no-nb_digibok_2008040804003
- 1915: Rikets som kommer. urn:nbn:no-nb_digibok_2008040404015
- 1916: Den graa kat og den sorte. Fortælling for gutter og piker. urn:nbn:no-nb_digibok_2014082608103
- 1917: Berit Ursin. urn:nbn:no-nb_digibok_2008040800004
- 1921: Havørnens nabo. urn:nbn:no-nb_digibok_2012101106051
- 1922: Min hvite gut og andre fortællinger. urn:nbn:no-nb_digibok_2008040804078
- 1924: Sølvhvit og Veslevakker. Svenske eventyr. urn:nbn:no-nb_digibok_2012020324024
- 1925: Eventyr. urn:nbn:no-nb_digibok_2012021424054
- 1926: Nye eventyr. urn:nbn:no-nb_digibok_2012021424055
- 1927: Nordlandsnatt. urn:nbn:no-nb_digibok_2008041604050
  - daraus: På sløiketur auf dt. als Die Angelika-Wanderung. Hannover, jmb 2023, ISBN 978-3-95945-043-0
- 1930: Det gråner mot høst. Nordlandssagn. urn:nbn:no-nb_digibok_2014013008096
- 1934: Usynlig selskap. urn:nbn:no-nb_digibok_2012110108058

Posthum wurden mehrfach Neuausgaben und Zusammenstellungen ihrer Werke veröffentlicht. Eine vollständige Bibliographie haben Jensen und Willumsen 1995 veröffentlicht (s. u.).